# Écury-le-Repos
Écury-le-Repos è un comune francese di 66 abitanti situato nel dipartimento della Marna nella regione del Grand Est.

## Società

### Evoluzione demografica
Abitanti censiti